# Posiadanie
Posiadanie (łac. possessio, od sedere – siedzieć) – instytucja prawa rzeczowego oznaczająca fakt władania rzeczą przez posiadacza. Stan ten pozostaje pod ochroną prawa, jak również niesie za sobą szereg skutków o zróżnicowanym charakterze prawnym. Może, ale nie musi wiązać się z przysługującym posiadaczowi tytułem prawnym do rzeczy. Przepisy o posiadaniu i jego ochronie stosuje się odpowiednio do zwierząt. Istotą posiadania jest zaliczane na rzecz danej osoby (posiadacza) wyłączenie otoczenia od faktycznego władania rzeczą.

## Elementy stanu posiadania
Według teorii romanistycznej, wykształconej na początku XIX w., posiadanie istnieje, jeżeli istnieją dwa elementy:
- fizyczne władanie rzeczą przez posiadacza (łac. corpus possessionis; krócej: corpus, określane czasem jako zewnętrzna strona posiadania) – czyli znajdowanie się w sytuacji umożliwiającej korzystanie z rzeczy tak, jak osoby, które mają prawo do rzeczy. Posiadanie istnieje, jeżeli korzystanie z rzeczy jest możliwe – nie ma wymogu korzystania z tej możliwości[3],
- manifestowany przez posiadacza zamiar władania rzeczą dla siebie, we własnym imieniu (łac. animus rem sibi habendi; krócej: animus, określany czasem jako wewnętrzna strona posiadania)[3]. Zamiar władania rzeczą dla kogoś innego oznacza dzierżenie[4].

W prawie polskim elementy stanu posiadania uwzględnia art. 336 kodeksu cywilnego.
Inną teorią dotyczącą elementów stanu posiadania jest teoria germańska. Wyróżnia ona tylko jeden element – władztwo fizyczne nad rzeczą.

## Rys historyczny
Jako pierwsze oddzieliło posiadanie od własności prawo rzymskie. W epoce feudalizmu zwane dzierżeniem (w terminologii staropolskiej), gewere (z niemieckiego-starogermańskiego warjan – ubierać; pierwotnie oznaczało akt przeniesienia na nowonabywcę władzy nad rzeczą, przez jej dotychczasowego posiadacza), seisin (saisine; termin pochodził od obejmowania spadku).

## Skutki prawne posiadania
Z posiadaniem jako zjawiskiem prawnym Kodeks cywilny łączy skutki prawne, które można podzielić na cztery grupy:
- domniemania związane z posiadaniem, których celem jest usunięcie trudności w ustaleniu stanu faktycznego i prawnego:
  - domniemanie posiadania samoistnego
  - domniemanie ciągłości posiadania
  - domniemanie zgodności posiadania ze stanem prawnym
  - domniemanie posiadania w dobrej wierze
- ochrona posiadania w drodze przymusu państwowego albo pomocy własnej
- możliwość nabycia wykonywanego prawa przez zasiedzenie
- korzyści, przypadające posiadaczowi w dobrej wierze będące naturalnym następstwem faktycznego władania rzeczą. Dotyczy to w szczególności korzystania z rzeczy i czerpania z niej pożytków.

## Klasyfikacja
- Posiadanie samoistne (władanie rzeczą jak właściciel) i zależne (władanie rzeczą jak wykonujący inne prawo, np. dzierżawy, użytkowania, najmu). Posiadacz samoistny nie traci posiadania przez to, że oddaje rzecz innej osobie w posiadanie zależne,
- posiadanie bezpośrednie i pośrednie (rzeczy pozostającej w dzierżeniu albo w bezpośrednim posiadaniu zależnym),
- posiadanie zgodne z prawem (połączone z tytułem prawnym do rzeczy) i bezprawne (posiadanie bez tego tytułu),
- posiadanie w dobrej wierze (przy usprawiedliwionej niewiedzy posiadacza o braku prawa do rzeczy) i posiadanie w złej wierze (przy wiedzy posiadacza o braku prawa do rzeczy albo przy nieusprawiedliwionej niewiedzy – gdy posiadacz powinien wiedzieć o braku prawa do rzeczy),
- posiadanie wadliwe (nabyte niedozwolonym sposobem) i niewadliwe (każde inne).

## Nabycie posiadania
Posiadanie można nabyć w sposób:
- pierwotny – samodzielne nabycie przez posiadacza obu elementów posiadania, np. zawłaszczenie albo zabór cudzej rzeczy w celu przywłaszczenia,
- pochodny – przeniesienie posiadania: constitutum possessorium, traditio brevi manu, traditio corporalis i traditio longa manu.

## Ochrona posiadania
W polskim prawie istnieje bezwzględny zakaz naruszania posiadania bez względu na to, czy jest w dobrej, czy złej wierze, samoistne czy zależne, prawne czy bezprawne, wadliwe czy niewadliwe. Ochrona posiadania przybiera dwojaką postać:
- ochrony siłami samego posiadacza: obrona konieczna i dozwolona samopomoc,
- ochrony na drodze sądowej (roszczenia posesoryjne): roszczenie o przywrócenie stanu poprzedniego oraz roszczenie o zaniechanie naruszeń posiadania – wygasają, jeśli nie będą dochodzone w ciągu roku od chwili naruszenia posiadania.